# 鎮江南駅
鎮江南駅 (ちんこうみなみえき、英語Zhenjiang south Railway Station、中国語:镇江南站) は、中国の江蘇省鎮江市にある駅である。この駅は京滬高速鉄道の列車が発着する。1977年に京口区に貨物駅として京滬線に鎮江南駅が開設されたが、2011年5月17日に鎮江東駅に改名されており、別の駅である。。

## 所属路線
- 中国国鉄
  - 京滬高速鉄道：北京南駅より1087km、上海虹橋駅まで215km

## 駅構造
島式ホーム2面6線の高架駅である。2本の通過線を持つ。

## 歴史
- 2011年6月30日 - 京滬高速鉄道が開業

## 隣の駅
中国国鉄
京滬高速鉄道
南京南駅 - 鎮江南駅 - 丹陽北駅

## 参考
1. ↑  “关于铁路“镇江南站”、“镇江东站”地名初审意见的函”.   镇江区划地名网 (2011年5月4日). 2011年8月27日閲覧。